# Punta Piedras
La Punta Piedras representa el extremo norte de la bahía de Samborombón; se encuentra ubicada en la margen derecha (sur) del Río de la Plata, en el partido de Punta Indio, en la provincia de Buenos Aires, República Argentina.

## La línea costera
A partir de esta punta, la línea costera, hacia aguas arriba, adopta una orientación general «noroeste» hasta el delta del río Paraná.

## El faro
La punta está señalizada mediante el faro Punta Piedras que, asentado a la vera de la ruta provincial 11, alerta a los navegantes sobre la presencia del «banco Piedras», el cual se extiende dentro del río por unas 17 millas náuticas.

## Ciudades más próximas
Las localidades más cercanas son: Verónica, Punta Indio, y Pipinas

### Sismicidad
La región responde a las subfallas «del río Paraná», y «del río de la Plata», y a la falla de «Punta del Este», con sismicidad baja; y su última expresión se produjo el 5 de junio de 1888 (137 años), a las 3.20 UTC-3, con una magnitud aproximadamente de 5,0 en la escala de Richter (terremoto del Río de la Plata de 1888).